# 原子力・代替エネルギー庁
フランスの原子力・代替エネルギー庁（げんしりょく・だいたいえねるぎいちょう、 仏 Commissariat à l’énergie atomique et aux énergies alternatives 、略称 CEA）とは、『公共事業体』的性格のフランス政府機関で、軍需・民需を問わずに原子力の開発応用を推進する政府機関である。2010年からの新名は原子力・新エネルギー庁ともいう。

## 組織
CEAは核エネルギー最高顧問（現在Bernard Bigot）および、各セクターを統括する長官が組織の頂点に立つ。CEAの役割はアメリカ合衆国エネルギー省と同等である。2004年の職員数は研究者・技術者・事務職あわせて14,931人である。
CEA の創設は1945年で、以来の主要最高顧問はフレデリック・ジョリオ＝キュリー、Francis Perrin、Jacques Yvon、Jean Teillac、Robert Dautray、René Pellatおよび現職である。
核反応炉の設計、集積回路の製造、放射性物質の医療応用、地震研究と津波の広報、コンピュータシステムの安全性、その他多岐にわたる基礎研究と応用研究を実施している。
ここには世界で十指に入るスーパーコンピュータTera-10（英）がある。
ここには以下4つの研究部門directionsがある。
- 核エネルギー部門
- 技術研究部門
- 基礎研究部門（生命科学、物質科学など）
- 軍事技術部門、フランス軍の核兵器を製造、またフランス海軍原子力潜水艦用核動力装置を設計

## 施設

### 民生科学センター
- サクレー原子力研究センター (CEA Saclay)
  - エソンヌ県サクレー（2006年以後の本部所在地）。関連国立研究所 GANILがカルヴァドス県カーン市にある。
- CEA Fontenay-aux-Roses
  - オー＝ド＝セーヌ県フォントネー＝オー＝ローズ
- グルノーブル原子力研究センター (CEA Grenoble)
  - イゼール県グルノーブル市
- CEA/Cadarache
  - ブーシュ＝デュ＝ローヌ県カダラッシュ
- CEA Valrho
  - ガール県マルクール原子力地区およびドローム県ピエールラット

### 軍事技術研究センター
- CEA/DAM Île-de-France、エソンヌ県 Bruyères-le-Châtel
- CEA/Cesta、ジロンド県
- CEA/Valduc、コート＝ドール県
- CEA/Le Ripault、アンドル＝エ＝ロワール県